# Smeathmannia
Smeathmannia nekadašnji je rod tribusa Paropsieae, iz porodice trubanjovki, dio potporodice Passifloroideae, danas se vodi kao sinonim za Barteria. Ime je dobio po Henryju Smeathmanu, a dodijelio ga je sir Joseph Banks.
Vrste koje su bile uključivane u ovaj rod su:
- Smeathmannia decandra Baill. = Paropsiopsis decandra (Baill.) Sleumer
- Smeathmannia emarginata Lem. = Barteria pubescens (Sol. ex R.Br.) Byng & Christenh.
- Smeathmannia illustris (Schumach. & Thonn.) Endl. ex Walp. = Barteria pubescens (Sol. ex R.Br.) Byng & Christenh.
- Smeathmannia laevigata Soland. ex R. Br.  = Barteria laevigata (Sol. ex R.Br.) Byng & Christenh.
- Smeathmannia media R.Br. = Barteria pubescens (Sol. ex R.Br.) Byng & Christenh.
- Smeathmannia pubescens Sol. ex R.Br. = Barteria pubescens (Sol. ex R.Br.) Byng & Christenh.
- Smeathmannia rosea Lem. = Barteria pubescens (Sol. ex R.Br.) Byng & Christenh.